# 2010年2月中国大陆

## 2月10日
- 全国人大常委会委员长吴邦国在人民大会堂主持召开的全国人大常委会第三十八次委员长会议，决定十一届全国人大常委会第十三次会议2月24日至26日在北京举行[1]。

## 2月24日
- 2月24日至26日，十一届全国人大常委会第十三次会议召开，会议表决通过《中华人民共和国国防动员法》、全国人大常委会关于修改著作权法的决定，国家主席胡锦涛分别签署第25号、第26号主席令予以公布[2]。